# National Provincial Championship 1976
La National Provincial Championship 1976 fue la primera edición del principal torneo de rugby de Nueva Zelanda.
El primer campeón de la competición fue el equipo de Bay of Plenty.

## Sistema de disputa
Los equipos enfrentan a los diez equipos restantes en una sola ronda.
- El equipo que logre mayor cantidad de puntos al final del torneo se corona campeón.

- El equipo que se ubicó en la última posición descendió automáticamente, mientras que el 10° puesto jugó un repechaje frente al campeón de la Segunda División Sur.

## Clasificación
| Pos. | Equipo           | Encuentros | Encuentros | Encuentros | Encuentros | Tantos | Tantos | Tantos | Puntos |
| Pos. | Equipo           | PJ         | PG         | PE         | PP         | F      | C      | Dif    | Puntos |
| ---- | ---------------- | ---------- | ---------- | ---------- | ---------- | ------ | ------ | ------ | ------ |
| 1.º  | Bay of Plenty    | 10         | 8          | 1          | 1          | 189    | 112    | +77    | 17     |
| 2.º  | Manawatu         | 10         | 7          | 1          | 2          | 142    | 104    | +38    | 15     |
| 3.º  | Auckland         | 10         | 6          | 1          | 3          | 160    | 133    | +27    | 13     |
| 4.º  | Canterbury       | 10         | 6          | 0          | 4          | 153    | 118    | +35    | 12     |
| 5.º  | Counties Manukau | 10         | 6          | 0          | 4          | 118    | 107    | +11    | 12     |
| 6.º  | Wellington       | 10         | 5          | 1          | 4          | 165    | 122    | +43    | 11     |
| 7.º  | Otago            | 10         | 4          | 2          | 4          | 106    | 148    | -42    | 10     |
| 8.º  | Hawke´s Bay      | 10         | 4          | 0          | 6          | 125    | 130    | -5     | 8      |
| 9.º  | Marlborough      | 10         | 3          | 0          | 7          | 146    | 192    | -46    | 6      |
| 10.º | Southland        | 10         | 2          | 1          | 7          | 105    | 155    | -50    | 5      |
| 11.º | North Auckland   | 10         | 0          | 1          | 9          | 76     | 164    | -88    | 1      |

|  | Campeón.                                          |
|  | Repechaje frente al campeón de la División 2 Sur. |
|  | Desciende a la División 2.                        |

| Bandera de Nueva Zelanda |
| Campeón Bay of Plenty    |
| Primer título            |

## Promoción
| 2 de octubre | Southland | 24 - 11 | South Canterbury |  |  |

- Southland mantiene la categoría para la próxima temporada.